# Adriana Ferraresi Del Bene
Adriana Ferraresi Del Bene, nata Adriana Gabrielli o Gabrieli, nota anche come La Ferrarese o La Ferrarese Del Bene (Ferrara, 1755 circa – Venezia, dopo il 1799), è stata un soprano italiano, prima interprete del personaggio mozartiano di Fiordiligi, protagonista dell'opera Così fan tutte.

## Biografia
Studiò al Conservatorio dell'Ospedale dei Poveri Derelitti di Venezia (Conservatorio dell'Ospedaletto), probabilmente sotto la guida di Antonio Sacchini. Nel 1782 sposò Luigi del Bene e abbandonò l'Ospedale dei Mendicanti. 
Esordì a Londra nel 1783; dopo di allora cantò con successo in Italia e nei territori tedeschi sotto il nome di Adriana Ferraresi del Bene o anche come "La Ferrarese", dalla sua città natale, questo ha creato confusione tra gli studiosi in quanto sul Grove Dictionary of Music and Musicians ella è attestata una certa Francesca Gabrielli con lo stesso nomignolo.
Lorenzo Da Ponte fa intendere nelle sue Memorie che la cantante fu sua amante e poi lo abbandonò.
Adriana cantò ne L'Arbore di Diana di Vicente Martín y Soler (1788), ed interpretò il ruolo di Dorinda nella prima assoluta del Pastor fido di Salieri l'11 febbraio 1789 e poi quello di Eurilla nella prima assoluta de La cifra dello stesso autore l'11 dicembre 1789, tutte opere su libretto di Da Ponte. Mozart scrisse per lei nel 1789 le arie Al desio di chi t'adora K. 577 in sostituzione di Deh vieni non tardar ed Un moto di gioia K. 579 in sostituzione di Inginocchiatevi, entrambe arie di Susanna ne Le nozze di Figaro per le repliche viennesi. È ricordata soprattutto per essere stata la prima interprete di Fiordiligi, una delle due "dame ferraresi" del Così fan tutte nella prima rappresentazione che ebbe luogo al Burgtheater di Vienna il 26 gennaio 1790.
Il critico musicale William Mann cita che il rapporto con Mozart fu controverso, pare che il compositore non apprezzasse la cantante per via del suo atteggiamento arrogante; sapendo che la donna eseguiva le note alte sporgendo in fuori la testa e le basse abbassando il mento, per metterla in ridicolo scrisse appositamente l'aria del Così fan tutte Come scoglio prevedendo continui cambi di toni alti e bassi e questo fece sì che durante l'esecuzione la donna continuasse ad allungare e ritrarre la testa come "un pollo sul palcoscenico".